# Saison 2011-2012 de Swansea City
Maillots
Dernière mise à jour : 12 août 2011.
La saison 2011-2012 du Swansea City Association Football Club est la 3e saison du club en Premier League, la dernière remontant à 1983. Swansea City est arrivé en 3e position du Championship après une victoire 4-2 face à Reading durant les play-offs lors de la saison 2010-2011. Le club devient ainsi le premier club gallois à accéder à la Premier League.

## Déroulement de la saison
Swansea City commence sa saison par une défaite sur le terrain de Manchester City 4 à 0 et se retrouve alors dernier du classement. Suivent deux matchs nuls et une défaite contre Arsenal. C'est lors de la cinquième journée que Swansea remporte sa première victoire en Premier League aux dépens de West Bromwich Albion par 3 buts à 0. À mi-championnat, Swansea est quinzième du classement avec 4 victoires, 8 nuls et 7 défaites.
Dans les coupes, Swansea est éliminé lors de son entrée en lice en Coupe de la Ligue par Shrewsbury Town qui évolue en Football League Two (3-1). En FA Cup, Swansea élimine Barnsley 4-2 avant d'être dominé au quatrième tour par Bolton Wanderers (2-1).
L'équipe galloise est surnommée Swanselona en raison de son style de jeu basé sur la possession de balle et un jeu de passes courtes, comparable en cela au FC Barcelone,.

## Transferts

### Mercato d'été
| Type     | Date | Prix | Joueur | Ancien/Nouveau club |
| Arrivées |      |      |        |                     |
|          |      |      |        |                     |
|          |      |      |        |                     |
|          |      |      |        |                     |
|          |      |      |        |                     |
|          |      |      |        |                     |
| Départs  |      |      |        |                     |
|          |      |      |        |                     |
|          |      |      |        |                     |
|          |      |      |        |                     |
|          |      |      |        |                     |
|          |      |      |        |                     |
|          |      |      |        |                     |
|          |      |      |        |                     |
|          |      |      |        |                     |

## Matchs
Source : swanseacity.net

## Classements

### Premier League
Le classement est établi sur le barème de points classique (victoire à 3 points, match nul à 1, défaite à 0).
Pour départager les égalités, on tient d'abord compte de la différence de buts générale, puis du nombre de buts marqués, puis des confrontations directes et enfin si la qualification ou la relégation est en jeu, les deux équipes jouent une rencontre d'appui sur terrain neutre.
- En cas de victoire de Chelsea en ligue des champions, Tottenham serait qualifié uniquement pour la ligue Europa.

mis à jour le 18 février 2013
| Rang | Équipe                 | Pts | J  | G  | N  | P  | Bp | Bc | Diff |
| ---- | ---------------------- | --- | -- | -- | -- | -- | -- | -- | ---- |
| 1    | Manchester City        | 89  | 38 | 28 | 5  | 5  | 93 | 29 | +64  |
| 2    | Manchester United T/CS | 89  | 38 | 28 | 5  | 5  | 89 | 33 | +56  |
| 3    | Arsenal                | 70  | 38 | 21 | 7  | 10 | 74 | 49 | +25  |
| 4    | Tottenham Hotspur      | 69  | 38 | 20 | 9  | 9  | 66 | 41 | +25  |
| 5    | Newcastle United       | 65  | 38 | 19 | 8  | 11 | 56 | 51 | +5   |
| 6    | Chelsea V/CA           | 64  | 38 | 18 | 10 | 10 | 65 | 46 | +19  |
| 7    | Everton                | 56  | 38 | 15 | 11 | 12 | 50 | 40 | +10  |
| 8    | Liverpool CL           | 52  | 38 | 14 | 10 | 14 | 47 | 40 | +7   |
| 9    | Fulham                 | 52  | 38 | 14 | 10 | 14 | 48 | 51 | -3   |
| 10   | West Bromwich Albion   | 47  | 38 | 13 | 8  | 17 | 45 | 52 | -7   |
| 11   | Swansea City P         | 47  | 38 | 12 | 11 | 15 | 44 | 51 | -7   |
| 12   | Norwich City P         | 47  | 38 | 12 | 11 | 15 | 52 | 66 | -14  |
| 13   | Sunderland             | 45  | 38 | 11 | 12 | 15 | 45 | 46 | -1   |
| 14   | Stoke City             | 45  | 38 | 11 | 12 | 15 | 36 | 53 | -17  |
| 15   | Wigan Athletic         | 43  | 38 | 11 | 10 | 17 | 42 | 62 | -20  |
| 16   | Aston Villa            | 38  | 38 | 7  | 17 | 14 | 37 | 53 | -16  |
| 17   | Queens Park Rangers P  | 37  | 38 | 10 | 7  | 21 | 43 | 66 | -23  |
| 18   | Bolton Wanderers       | 36  | 38 | 10 | 6  | 22 | 46 | 77 | -31  |
| 19   | Blackburn Rovers       | 31  | 38 | 8  | 7  | 23 | 48 | 78 | -30  |
| 20   | Wolverhampton          | 25  | 38 | 5  | 10 | 23 | 40 | 82 | -42  |

Qualifications européennes
Ligue des champions 2012-2013
Ligue Europa 2012-2013
- CA  : phase de groupes
- 5e : tour de barrages
- CL : 3e tour de qualification

Relégation
- 18e, 19e et 20e : relégation en Championship

Abréviations
T : Tenant du titre

V : Vice-champion 2010-2011

CA : Vainqueur de la FA Cup 2011-2012

CL : Vainqueur de la Carling Cup 2011-2012

CS : Vainqueur du Community Shield 2011

P : Promus de Championship

### Buteurs
Source : swanseacity.net
Dernière mise à jour : le 
Ci-dessous, le classement des buteurs lors des compétitions officielles.
| Joueurs | Nat. | Championnat | FA Cup | Carling Cup | Nombre total de buts |
| ------- | ---- | ----------- | ------ | ----------- | -------------------- |
|         |      |             |        |             |                      |

### Temps de jeu
Source : swanseacity.net
Dernière mise à jour : le 
Ci-dessous, le classement des joueurs par temps de jeu lors des compétitions officielles
| Joueurs | Nat. | Championnat | FA Cup | Carling Cup | Nombre total de minutes |
| ------- | ---- | ----------- | ------ | ----------- | ----------------------- |
|         |      |             |        |             |                         |